# Wilby Lucas
Michel Wilby Lucas (* 5. Januar 1956) ist ein Politiker der Volkspartei (Parti Lepep) der Seychellen, der zwischen 2007 und 2011 stellvertretender Sprecher der Nationalversammlung war.

## Leben
Lucas war nach der Schulausbildung Mitarbeiter im Büro des Direktors für öffentliche Anklagen in Mauritius und begann 1991 seine politische Laufbahn in der damaligen Einheitspartei Seychelles People’s United Party (SPUP), deren Vorsitzender er in Baie Lazare wurde. Zugleich wurde 1991 Vorsitzender des Bezirksrates von Baie Lazare. Daneben absolvierte er ein Studium der Rechtswissenschaften an der University of East London (UEL), das er 1998 mit einem Bachelor of Laws (LL.B.) abschloss. Einen darauf folgenden Lehrgang am Londoner Holborn College schloss er 1999 mit der Qualifikation zum Barrister ab und erhielt im Mai 1999 seine anwaltliche Zulassung bei der Rechtsanwaltskammer (Inns of Court) von Middle Temple. Nach seiner Rückkehr auf die Seychellen nahm er 2001 eine Tätigkeit als Rechtsanwalt auf.
Bei den Wahlen 2007 wurde er für die aus der SPUP hervorgegangenen Fortschrittsfront des seychellischen Volkes (SPPF) im Wahlkreis Baie Lazare erstmals zum Mitglied der Nationalversammlung gewählt. Gleichzeitig wurde er stellvertretender Sprecher der Nationalversammlung und damit Vertreter von Parlamentspräsident Patrick Herminie. Bei den Wahlen 2011 wurde er für die in Parti Lepep umbenannte SPPF im Wahlkreis Baie Lazare wiedergewählt, gab das Amt des stellvertretenden Sprechers der Nationalversammlung aber an Andre Pool ab.